# Victoria Mboko
Victoria Mboko (Charlotte, 26 augustus 2006) is een Canadees tennisspeelster, geboren in de Verenigde Staten van Amerika. Mboko speelt rechtshandig en heeft een tweehandige backhand. Zij is actief in het internationale tennis sinds 2021.

## Loopbaan

### Junioren
Op het Australian Open 2022 speelde Mboko samen met landgenote Kayla Cross de meisjesdubbelspelfinale. Later dat jaar speelden zij samen ook de meisjesdubbelspelfinale van Wimbledon. 

### Enkelspel
Mboko debuteerde in 2021 op het ITF-toernooi van Prokuplje (Servië). Zij stond in 2022 voor het eerst in een finale, op het ITF-toernooi van Monastir (Tunesië) – zij verloor van de Chinese Zhu Lin. Later dat jaar veroverde Mboko haar eerste titel, op het ITF-toernooi van Saskatoon (Canada), door de Amerikaanse Madison Sieg te verslaan. Tot op heden(augustus 2025) won zij acht ITF-titels, de meest recente in 2025 in Porto (Portugal).
In 2022 speelde Mboko voor het eerst op een WTA-hoofdtoernooi, op het toernooi van Granby, Zij stond in 2025 voor het eerst in een WTA-finale, op het WTA 125-toernooi van Parma – zij verloor van de Egyptische Mayar Sherif. Hiermee kwam zij binnen op de top 150 van de wereldranglijst. Een week later plaatste Mboko zich via het kwalificatietoernooi voor Roland Garros, waarmee zij haar eerste grandslamtoernooi speelde – zij bereikte er de derde ronde. Door dit resultaat trad zij toe tot de mondiale top 100. In augustus veroverde zij haar eerste WTA-titel, op het WTA 1000-toernooi van Montréal, door de Japanse Naomi Osaka te verslaan, na eerder in het toernooi al drie andere grandslamwinnaressen te hebben uitgeschakeld. Hiermee klom zij naar de top 50.

### Dubbelspel
Mboko was weinig actief in het dubbelspel. Zij debuteerde in 2021 op het ITF-toernooi van Prokuplje (Servië), samen met de Servische Andrea Mrvic. Zij stond in 2025 voor het eerst in een finale, op het ITF-toernooi van Le Lamentin (Martinique), geflankeerd door landgenote Cadence Brace – hier veroverde zij haar eerste titel, door het duo Olivia Lincer en Clervie Ngounoue te verslaan. Tot op heden(augustus 2025) won zij twee ITF-titels, de andere in 2025 in Petit-Bourg (Guadeloupe).

### Tennis in teamverband
In 2025 maakte Mboko deel uit van het Canadese Fed Cup-team – zij vergaarde daar een winst/verlies-balans van 2–0.

## Posities op deWTA-ranglijst
Positie per einde seizoen:
| jaar | rang enkelspel | rang dubbelspel |
| ---- | -------------- | --------------- |
| 2022 | 499            | 1459            |
| 2023 | 323            | 608             |
| 2024 | 350            | 1173            |

## Palmares
| Legenda                 |
| ----------------------- |
| Grandslamtoernooi       |
| Olympische Spelen       |
| Year-End Championships  |
| Premier Mandatory       |
| Premier Five / WTA 1000 |
| Premier / WTA 500       |
| International / WTA 250 |
| Challenger / WTA 125    |

### WTA-finaleplaatsen enkelspel
| nr.              | finale     | toernooi     | ondergrond | tegenstandster | score         |         |
| ---------------- | ---------- | ------------ | ---------- | -------------- | ------------- | ------- |
| gewonnen finales |            |              |            |                |               |         |
| 1.               | 2025-08-07 | WTA Montréal | hardcourt  | Naomi Osaka    | 2-6, 6-4, 6-1 | details |
| verloren finales |            |              |            |                |               |         |
| 1.               | 2025-05-17 | WTA Parma    | gravel     | Mayar Sherif   | 4-6, 4-6      | details |

## Resultaten grandslamtoernooien
| Legenda | Legenda                          |
| ------- | -------------------------------- |
| g.t.    | geen toernooi gehouden           |
| l.c.    | lagere categorie                 |
| –       | niet deelgenomen                 |
| G       | uitgeschakeld in de groepsfase   |
| 1R      | uitgeschakeld in de eerste ronde |
| 2R      | uitgeschakeld in de tweede ronde |
| 3R      | uitgeschakeld in de derde ronde  |
| 4R      | uitgeschakeld in de vierde ronde |
| KF      | uitgeschakeld in de kwartfinale  |
| HF      | uitgeschakeld in de halve finale |
| F       | de finale verloren               |
| W       | het toernooi gewonnen            |
| w-v     | winst/verlies-balans             |

### Enkelspel
| toernooi        | 2025 |
| --------------- | ---- |
| Australian Open | –    |
| Roland Garros   | 3R   |
| Wimbledon       | 2R   |
| US Open         |      |